# Manou
Manou is een gemeente in het Franse departement Eure-et-Loir (regio Centre-Val de Loire) en telt 511 inwoners (1999). De plaats maakt deel uit van het arrondissement Nogent-le-Rotrou.

## Geografie
De oppervlakte van Manou bedraagt 13,5 km², de bevolkingsdichtheid is 37,9 inwoners per km².
De onderstaande kaart toont de ligging van Manou met de belangrijkste infrastructuur en aangrenzende gemeenten.

## Demografie
Onderstaande figuur toont het verloop van het inwonertal (bron: INSEE-tellingen).